# غريغ برايت
غريغ برايت (بالإنجليزية: Greg Bright)‏ هو لاعب كرة قدم أمريكية أمريكي، ولد في 2 أغسطس 1957 في فورت كامبل في الولايات المتحدة.

## وصلات خارجية
- غريغ برايت على موقع مرجع كرة القدم المحترفة.كوم (الإنجليزية)
- غريغ برايت على موقع JustSportsStats.com (الإنجليزية)